# Radioastronomia

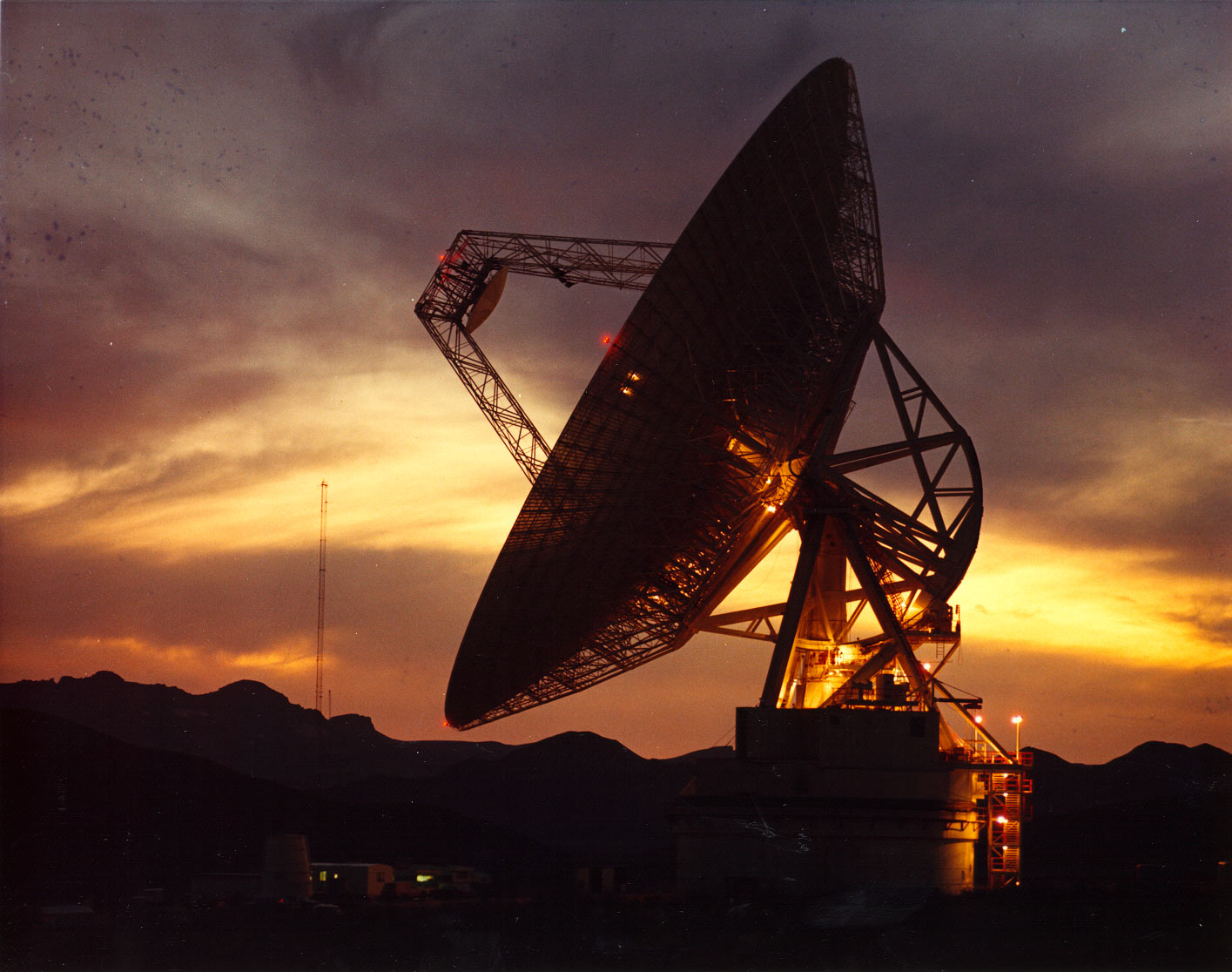
Radiotelescópio de Goldstone

A radioastronomia é um ramo da astronomia que estuda as ondas de rádio emitidas ou refletidas pelos corpos celestes. A recepção destas radiações electromagnéticas é feita por intermédio de radiotelescópios.

## História

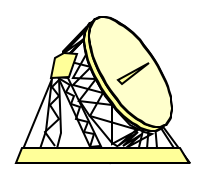
Antena de radiotelescópio.

Antes de Jansky ter observado a Via Láctea na década de 1930, os físicos já especulavam sobre as ondas de rádio, serem usadas para observar fontes astronômicas. Na década de 1860, as equações de James Clerk Maxwell haviam mostrado que a radiação eletromagnética, associação entre eletricidade e o magnetismo, poderia existir em qualquer comprimento de onda. Várias tentativas foram feitas para detectar emissões de rádio do Sol, foram experimentadas por Nikola Tesla e Oliver Lodge, mas essas tentativas foram incapazes de detectá-las por limitações técnicas dos seus instrumentos.
Karl Jansky fez a descoberta da primeira fonte de rádio astronômica serendipidademente, no início da década de 1930. Como um engenheiro dos laboratórios de Bell Telephone, estava investigando a estática que interferia nas transmissões de voz transatlântica por ondas curtas. Usando uma grande antena direcional, Jansky notou que seu sistema analógico de gravação de papel e caneta manteve a gravar um sinal de repetição de origem desconhecida. Uma vez que o sinal que os atingia era a cada 24 horas, aproximadamente. Inicialmente, Jansky suspeitava que a fonte de interferência era o Sol que cruzava o ponto de visão da sua antena direcional. Continuou a análise que lhe mostrou que a fonte não seguia o ciclo diário de 24 horas do Sol exactamente, mas em vez disto, repetia o ciclo de 23 horas e 56 minutos. Jansky discutiu com seu amigo sobre os fenômenos intrigantes, o astrofísico e professor Albert Melvin Skellett, que apontou que o tempo entre os picos de sinal era a duração exata de um dia sideral.
Ao comparar as suas observações com mapas astronômicos, Jansky, afinal, concluiu que a fonte de radiação que produziu o pico quando o ponto de visão de sua antena se direcionava para a parte mais densa da Via Láctea, na constelação de Sagitário.
Ele concluiu que, o Sol (e, portanto, outras estrelas) não eram grandes emissores de ruído de rádio, e a interferência de rádio estranha poderia ser gerada por gás e poeira interestelar da galáxia. (O pico da fonte de rádio de Jansky, um dos mais brilhantes no céu, foi designado Sagittarius A em 1950 e, em vez do "gás e poeira" galáctica inicialmente, desde então, foram encontrados emissões de rádio produzidos por elétrons envolvidos por um forte campo magnético do complexos objetos encontrados nessa área).
Grote Reber foi inspirado pelos trabalhos de Jansky, e construiu um rádio telescópio parabólico com diâmetro de 9m em seu próprio quintal em 1937. Ele começou a repetir as observações de Jansky, e passou a realizar o primeiro levantamento do céu nas freqüências de rádio.
Na Universidade de Cambridge, a pesquisa da ionosfera foram realizadas durante a Segunda Guerra Mundial, J.A. Ratcliffe, juntamente com outros membros da Instituto de Pesquisa em Telecomunicações que havia realizado pesquisa em tempo de guerra com radar, criaram um grupo de radiofísica na universidade onde foram observadas as emissões de ondas de rádio a partir do Sol e estudadas. Esta pesquisa inicial, logo se ramificou em observação de outras fontes de rádio celestial e nas técnicas de interferometria, onde foram pioneiros a isolar a origem angular das emissões detectadas.
Martin Ryle e Antony Hewish no Grupo de astrofísicos de Cavendish desenvolveram a técnica de síntese de abertura com rotação da Terra. O grupo de radioastronomia em Cambridge passou a encontrar-se no Observatório rádio astronómico de Mullard perto de Cambridge em 1950. Durante o final dos anos 1960 e início dos anos 1970, como computadores (como o Titan) tornou-se capaz de lidar com a transformada de Fourier computacionalmente, eles usaram a síntese de abertura para criar uma abertura efetiva de 'Uma Milha' e mais tarde uma abertura efetiva "5 km" usando nos telescópios One-Mile e Ryle, respectivamente. Usaram o interferômetro de Cambridge para mapear as  fontes de rádio no céu, produzindo os famosos levantamentos 2C e 3C de fontes de rádio.

## Prêmio Nobel
Em quatro ocasiões o Prêmio Nobel de Física foi atribuído a trabalhos realizados no campo da Radioastronomia:
- 1974: Martin Ryle e Antony Hewish
- 1978: Arno Allan Penzias e Robert Woodrow Wilson
- 1993: Russell Alan Hulse e Joseph Hooton Taylor Jr.
- 2006: John Mather e George Smoot